# Frank Knox
Pour les articles homonymes, voir Knox.
William Franklin « Frank » Knox, né le 1er janvier 1874 à Boston (Massachusetts) et mort le 28 avril 1944 à Washington (district de Columbia), est un homme politique américain. Membre du Parti républicain, il est le candidat de son parti à la  vice-présidence des États-Unis lors de l'élection présidentielle de 1936 puis secrétaire à la Marine entre 1940 et 1944 dans l'administration du président démocrate Franklin Delano Roosevelt.

## Biographie
William Franklin Knox effectue sa scolarité dans le Michigan avant de s'engager dans l'armée et de combattre les Espagnols à Cuba lors de la guerre hispano-américaine de 1898.
Il devient par la suite journaliste à Grand Rapids (Michigan) et fait carrière dans l'édition.
Durant la Première Guerre mondiale, il se fait l'avocat de l'implication des États-Unis dans le conflit européen. Il sert en France en tant qu'officier d'artillerie.
En 1930, devenu éditeur, il prend le contrôle du journal Chicago Daily News.
Militant progressiste (1912) et républicain, il est candidat à la vice-présidence en 1936 sur le ticket républicain au côté d'Alf Landon. Ils sont lourdement battus (obtenant 36,54 % des suffrages) par le ticket démocrate mené par le président sortant Franklin Delano Roosevelt qui remporte 60,80 % des voix. Landon et Knox n'arrivent à gagner seulement que dans deux États, le Maine et le Vermont.
En juillet 1940, à la suite de la défaite de la France contre l'Allemagne, Franklin Roosevelt ouvre son Cabinet aux républicains et Frank Knox devint secrétaire à la Marine. Il est alors partisan une nouvelle fois de l'implication des États-Unis dans la guerre qui sévit en Europe.
Il tente dans l'urgence de moderniser et rendre réactive la flotte américaine aussi bien dans le Pacifique que dans l'Atlantique.
En tant que ministre, ses décisions et ses jugements font de lui un des artisans de la victoire finale contre l'Allemagne et le Japon qu'il n'aura pas l'occasion de célébrer car il meurt à la suite de plusieurs attaques cardiaques le 28 avril 1944 à Washington (district de Columbia). Il est enterré au cimetière national d'Arlington.

## Hommages
- Le destroyer américain (en) USS Frank Knox, lancé en mai 1944, est nommé d'après lui.
- Le Frank Knox Memorial Fellowships, fonds créé par son épouse pour permettre à des étudiants du Commonwealth de poursuivre des études à l'université Harvard.

Fort Knox tient par contre son nom d'Henry Knox (1750-1806), secrétaire à la Guerre.

## Famille
Knox fut marié à Annie Reid Knox.